# Augusto Espinosa Valderrama
Augusto Espinosa Valderrama (Bucaramanga, 5 de junio de 1919 - Bogotá, 27 de septiembre de 1986) fue un abogado, diplomático y político colombiano, miembro del Partido Liberal Colombiano. 

## Biografía
Augusto nació en Bucaramanga, el 5 de junio de 1919, en el seno de una familia de clase alta de la ciudad.
Estudió derecho y ciencias políticas en la Universidad Nacional de Colombia. Su trayectoria empezó como juez del circuito penal de Bucaramanga. En 1952 inició su carrera de política como diputado de Santander y presidente de la asamblea, Concejal de Bucaramanga, Senador de la República en tres períodos no consecutivos entre 1959, 1962-1970 y 1978-1982, y representante ante la cámara por Santander 1975-1978.
Ostentó el cargo como ministro de agricultura entre 1958-1959 en el gobierno de Alberto Lleras Camargo. Dentro de su trayectoria como diplomático se desempeñó como embajador de Colombia ante la Organización de Naciones Unidas entre 1970-1973 en el gobierno de Misael Pastrana y embajador de Colombia en Reino Unido entre 1982-1985 en el gobierno de Belisario Betancur.

## Familia
Augusto Espinosa Valderrama era hijo de Abdón Espinosa Uribe y de Isabel Valderrama Ordóñez, siendo sus hermanos Helena y Abdón Espinosa Valderrama.
Su padre estaba emparentado con los periodistas Alejandro Galvis Galvis, y Francisco Santos Galvis. Su madre era descendiente del prócer británico Daniel O'Leary y del cuñado de éste, el expresidente venezolano Carlos Soublette, por medio de su abuelo Ricardo Valderrama O'Leary. A su vez, su bisabuelo era sobrino del militar Juan Nepomuceno Valderrama, quien fue gobernador de Cundinamarca.

### Matrimonio y descendencia
Casado con Miriam Silva Valderrama, parienta suya, con quien tuvo a sus hijos Augusto, Javier y Daniel Espinosa Silva.

## Obras
- Espinosa Valderrama, Augusto (1986).  Jordan Flórez, Fernando, ed. Escritos Políticos y Económicos: 1942–1958 [Political and Economic Writings: 1942–1958] (National government publication). Bogotá. OCLC 16658092.
- Espinosa Valderrama, Augusto (1986). Reflexiones Para El Cambio [Reflections For Change] (Book). Bogotá: Editora Guadalupe. ISBN 978-958-608-034-7. OCLC 15092272.
- Espinosa Valderrama, Augusto (1985). Economía y Paz [Economy and Peace] (Speech). Bogotá: Editora Guadalupe. ISBN 978-958-608-021-7. OCLC 181643971.
- Espinosa Valderrama, Augusto (1967). Filosofía y Programas del Liberalismo Colombiana [Philosophy and Programs of Colombian Liberalism] (Conference). Bogotá. OCLC 43316339.
- Espinosa Valderrama, Augusto (1942). El Pensamiento Económico y Político en Colombia: Apuntes Sobre Su Evolución [The Economic and Political Mindset in Colombia: Notes On Their Evolution] (Thesis). Bucaramanga: Imprenta del Departamento de Santander. OCLC 12096405.